# Orgulho louco

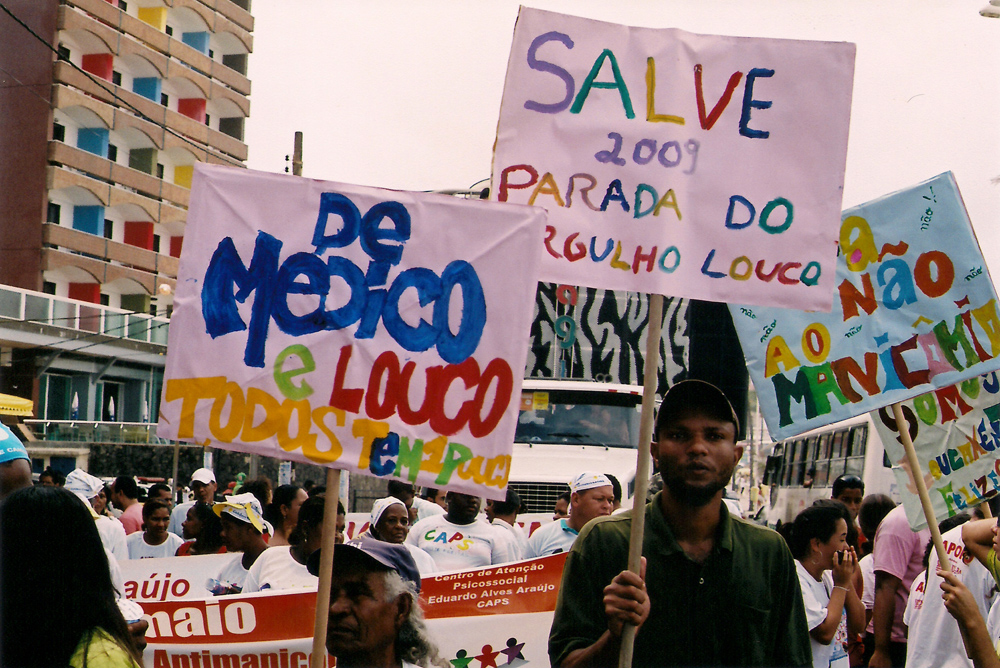
Parada do Orgulho Louco em Salvador, Brasil, em 2009.

O Orgulho Louco (em inglês:  Mad Pride) surgiu no final do século XX, principalmente, em Londres, Reino Unido, como um movimento de massas de usuários dos serviços de saúde mental e pessoas alinhadas, e que indivíduos com a sua saúde mental patologizada devem se orgulhar de sua identidade 'louco'. No final da década de 1990, eventos semelhantes estavam sendo organizados sob o nome Orgulho Louco  em todo o mundo, incluindo Austrália, Irlanda, Portugal, Brasil, Madagascar, África do Sul e Estados Unidos. Os eventos atraem milhares de participantes, de acordo com a MindFreedom International , uma organização de defesa da saúde mental dos Estados Unidos que promove e rastreia eventos gerados pelo movimento.

## História

Bandeira de orgulho louco em Toronto, usada amplamente pelo Tumblr atualmente, como na subcultura MOGAI

O Orgulho Louco destina-se a recuperar os conceitos de "louco", "maluco", "doente mental", "deficiente mental" e assim por diante a partir da histeria tablóide dos meios de comunicação social e através de uma série de campanhas para reeducar o público em geral sobre matérias como as causas da "doença mental", as verdadeiras vítimas do sistema de saúde mental, bem como a pandemia global de suicídio. Os seus membros fundadores foram Pete Shaughnessy, Robert Dellar, Phil Murphy e Jim MacDougall, entre outros.  Foi lançado juntamente com  um livro com o mesmo nome de Orgulho Louco : Uma celebração da Cultura Louca.

## Orgulho louco na literatura
Comentários decorrentes de obras literárias, tais como as do inglês republicano Jonathan Freedland e a popular romancista Clare Allan. O Orgulho Louco resiste à violência de muitas formas, tais como o coletivo sul-londrino Creative Routes, a Fundação Chipmunka e as muitas obras de Dolly Sen.

## Orgulho louco no Brasil
No Brasil, existe uma Parada do Orgulho Louco, realizada anualmente (desde 2007) pelo Movimento Antimanicomial.